# Gnosi delle fànfole
Gnosi delle fànfole è un album del 1998 di Stefano Bollani e Massimo Altomare, ispirato dall'omonima raccolta di poesie di Fosco Maraini.

## Tracce
1. Il lonfo
2. E gnacche alla formica
3. Ballo
4. Fiore secco in un libro vecchio
5. Il giorno ad urlapicchio
6. Prato
7. Budioso meriggio
8. Via Veneto
9. Dialogo celeste
10. Le pietre rare
11. Chiesa
12. Gnosi
13. Che fanno?
14. Gli Arconti dell'Urazio
15. Il vecchio Troncia
16. Solstizio d'estate
17. Circuito dell'anima
18. Fanfolando
19. Bottiglie

## Formazione
- Massimo Altomare - voce, chitarra
- Stefano Bollani - voce, pianoforte, fisarmonica
- Riccardo Onori - chitarra elettrica, chitarra acustica
- Milko Ambrogini - basso, contrabbasso
- Walter Paoli - batteria, percussioni
- Beatrice Bianchi - violino
- Mirko Guerrini - sax, flauto, clarinetto